# Giuseppe Rossi (Bischof, 1887)
Giuseppe Rossi (* 5. April 1887 in Rosciate, Provinz Bergamo; † 2. März 1983) war ein italienischer römisch-katholischer Geistlicher und Titularbischof von Palmyra.

## Leben
Giuseppe Rossi empfing am 15. Oktober 1911 das Sakrament der Priesterweihe.
Rossi war Regens der Apostolischen Pönitentiarie und wurde von Papst Johannes XXIII. zum Konsultor der Zentralkommission für die Vorbereitung des Zweiten Vatikanischen Konzils berufen.
Am 9. März 1963 ernannte ihn Papst Johannes XXIII. zum Titularbischof von Palmyra. Die Bischofsweihe spendete ihm der Kardinalpräfekt der Kongregation für die Sakramentenordnung, Benedetto Aloisi Masella, am 21. April desselben Jahres; Mitkonsekratoren waren der Sekretär der Sakramentenkongregation, Enrico Dante, und der Mailänder Weihbischof Francesco Bertoglio.
Rossi war Konzilsvater der zweiten bis vierten Sitzungsperiode des Zweiten Vatikanischen Konzils.